# Małgorzata Święcicka
Małgorzata Święcicka (ur. 19 marca 1959 w Inowrocławiu) - profesor nauk humanistycznych w zakresie językoznawstwa.

## Życiorys
Studiowała filologię polską na Uniwersytecie im. Adama Mickiewicza w Poznaniu.
Dziekan i prodziekan ds. dydaktycznych Wydziału Humanistycznego Uniwersytetu Kazimierza Wielkiego w Bydgoszczy, kierownik Katedry Stylistyki i Pragmatyki Językowej, ekspert MENiS ds. awansu zawodowego nauczycieli, rzeczoznawca MENiS ds. programów do języka polskiego i kształcenia ogólnego.
Od 1996 r. członek zespołu autorów Praktycznego słownika współczesnej polszczyzny pod kierownictwem Haliny Zgółkowej.
Opublikowała około 60 artykułów, 2 książki autorskie z zakresu składni polszczyzny mówionej dzieci w wieku przedszkolnym i stylistyki językowej, 2 publikacje we współautorstwie na temat listów polskich dzieci do Pana Boga i mowy mieszkańców Poznania oraz skrypt z fonetyki i fonologii współczesnej polszczyzny. Redaktor pracy zbiorowej Polszczyzna Bydgoszczan. Historia i współczesność.

## Zainteresowania naukowe
- socjolingwistyka
- pragmalingwistyka
- stylistyka językowa
- leksykografia
- leksykologia

## Odznaczenia i wyróżnienia
- Medal Komisji Edukacji Narodowej (2001)
- Srebrny Krzyż Zasługi (2005)